# Стахурська Меланія Петрівна
Меланія Петрівна Стахурська (1900 , Береги, Самбірський повіт, Королівство Галичини та Володимирії, Австро-Угорщина  — невідомо ) — українська радянська діячка, селянка, заступник голови Дублянського райвиконкому Дрогобицької області. Депутат Верховної Ради СРСР 1-го скликання від Дрогобицької області (з 1940 року).

## Біографія
Народилася 1900 року в бідній селянській родині в селі Береги, тепер Самбірський район Львівська область, Україна. З юних років наймитувала, працювала у сільському господарстві в селі Дублянах Самбірського повіту.
З вересня 1939 року, після приєднання Західної України до СРСР, стала радянською активісткою, була агітатором та організатором селянських мас. 22 жовтня 1939 року її обрали депутатом Народних Зборів Західної України.
З 1940 по 1941 рік — заступник голови виконавчого комітету Дублянської районної ради депутатів трудящих Дрогобицької області.